# Barre (New York)
Barre ist ein Ort (Town) im Bundesstaat New York in den USA. Das U.S. Census Bureau hat bei der Volkszählung 2020 eine Einwohnerzahl von 1.843 ermittelt.

## Geschichte
Der Ort wurde im Jahre 1818 als Teil von Gaines gegründet und nach dem Geburtsort eines Siedlers benannt. So ist er nach Barre in Massachusetts benannt.

### Einwohnerentwicklung
| Jahr      | 1800 | 1810 | 1820 | 1830 | 1840 | 1850 | 1860 | 1870 | 1880 | 1890 |
| --------- | ---- | ---- | ---- | ---- | ---- | ---- | ---- | ---- | ---- | ---- |
| Einwohner | –    | –    | 1767 | 4801 | 5539 | 6437 | 7228 | 6756 | 2325 | 2154 |
| Jahr      | 1900 | 1910 | 1920 | 1930 | 1940 | 1950 | 1960 | 1970 | 1980 | 1990 |
| Einwohner | 1937 | 1812 | 1622 | 1686 | 1545 | 1623 | 1922 | 2135 | 2164 | 2093 |
| Jahr      | 2000 | 2010 | 2020 | 2030 | 2040 | 2050 | 2060 | 2070 | 2080 | 2090 |
| Einwohner | 2124 | 2025 | 1843 |      |      |      |      |      |      |      |

## Wirtschaft und Infrastruktur
Wichtigster Wirtschaftszweig ist Landwirtschaft (siehe Homepage); 11 % der Bevölkerung sind hier beschäftigt. Weitere wichtige Beschäftigungsfelder sind öffentliche Verwaltung (11 %) und Bauarbeiten (10 %). Stand 2016.

### Verkehr
Barre liegt an den Routen NY-31A und NY-98.

### Medien
Lokale Fernsehsender, die in Barre empfangen werden können, befinden sich vorrangig in Buffalo; Radiostationen sind in Albion, Buffalo, Rohester, Batavia und anderen Orten der Umgebung angesiedelt.

### Öffentliche Einrichtungen
Die nächstgelegenen Krankenhäuser befinden sich in Albion und Medina.

## Persönlichkeiten

### Persönlichkeiten, die vor Ort gewirkt haben
- Gideon Hard (1797–1885), Abgeordneter im Repräsentantenhaus. War 1841 bis 1848 Schulbeauftragter in Barre.
- Lorenzo Burrows (1805–1885), Abgeordneter im Repräsentantenhaus. War 1845 Stadtkämmerer in Barre.
- John G. Sawyer (1825–1898), Abgeordneter im Repräsentantenhaus. War von 1851 bis 1862 Friedensrichter in Barre.